# Pelargonidină
Pelargonidina este un compus organic natural, aparținând clasei antocianidinelor. Este un pigment vegetal și are o culoare portocalie caracteristică, fiind utilizată și ca pigment industrial.
Pelargonidina se regăsește în general în florile roșii ale speciilor din genul Geranium, familia Geraniaceae. De asemenea, trandafirii roșii și roz prezintă colorația datorită acestui compus.